# Hône
Hône (arpità Ôna) és un municipi italià, situat a la regió de Vall d'Aosta. L'any 2007 tenia 1.168 habitants. Limita amb els municipis d'Arnad, Bard, Donnas i Pontboset.

## Administració

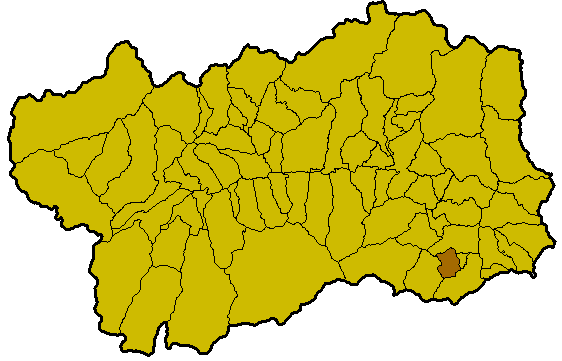
Situació de Hône a la Vall

| Període | Identitat               | Partit        |
| ------- | ----------------------- | ------------- |
| 2005-   | Luigi Giovanni Bertschy | Llista cívica |